# 由利本荘市立直根小学校
由利本荘市立直根小学校（ゆりほんじょうしりつ ひたねしょうがっこう）は、秋田県由利本荘市鳥海町にあった公立小学校。

## 概要
鳥海町直根地区の北部、県道70号から一本入った場所にあった小学校で、1級のへき地校に指定されていた。児童数は一時期700人を超えたが、少子化や過疎化に逆らえず2013年をもって閉校した。
校名に「直根」を冠していたのは、この地区一帯を指す地名が由来する。なお校名は、勅令や設置自治体の変遷などにより8回変更しており、閉校時の校名（由利本荘市立直根小学校）を名乗ったのは2005年からである。
1880年代から1980年代までは各集落に分校を置き、一時期は5校体制となっていた。なかでも百宅（ももやけ）分校、上直根（かみひたね）分校、猿倉（さるくら）分校は1889年に一度廃止しているが、その後順次復活しており、百宅分校と上直根分校は独立校に昇格したこともある。
閉校時まで使われた校舎は、1999年に閉校した直根中学校のものであった。閉校後に移転するまでは、地区の中心部に程近い場所に校舎を構えていた。跡地は百宅地区に建設が進められている鳥海ダムの前田事務所となっている。
校歌は1959年の制定で、高橋亮吉が作詞し、小松耕輔が作曲した。歌は4番まであり、地域性を反映した内容となっている。南西に聳える「鳥海山」といったフレーズも含まれている。
閉校後は、鳥海ダムの西松事務所として活用されている。

## 沿革
直根小学校の起源は、1872年（明治5年）8月に発せられた学制にある。直根村の前身となる中直根村、上直根村、下直根村、猿倉村、百宅村、才之神村が連合し、ひとつの小学校を設けることとした。場所は中直根村とし、前之沢にある曹洞宗正重寺を借用する方向でまとまり、発布されてから2年が過ぎた1874年（明治7年）10月、直根学校を開校した。6歳から9歳までを対象とした修業年限3年の下等小学校であったため、直根下等小学校とも呼ばれた。この頃の児童数は10人から20人ほどで、全員が男子だった。
2013年（平成25年）に本校と由利本荘市立川内小学校、由利本荘市立笹子小学校との3校が統合し、由利本荘市立鳥海小学校が新設されることに伴い、閉校した。

### 年表
- 1874年（明治7年）10月15日 - 直根学校（別名：直根村下等学校）として、正重寺を仮校舎として開校[10][4]。
- 1879年（明治12年）1月11日 - 下等小学校の最初の卒業生を出す[4]。
- 1880年（明治13年）4月10日 - 直根学校の巡回教授所を百宅・上直根・猿倉に置く。
- 1880年（明治13年）12月 - 教育全改正により初等科3年、中等科3年、高等科2年となり、本校は初等科のみ。
- 1883年（明治16年）8月12日 - 正重寺焼失により、佐藤重兵ヱ・新田宗祥太・高橋伝十郎方に分散仮校舎とする。
- 1886年（明治19年）4月1日 - 百宅に分教場を設置する。
- 1887年（明治20年）4月 - 学制改革され、高等小学4年、尋常小学4年、簡易小学3年となり、本校は直根簡易小学校となる。
- 1887年（明治20年）5月31日 - 上直根・猿倉に分教場を設置する。
- 1889年（明治22年）10月1日 - 百宅・上直根・猿倉の3分教場を廃止する。
- 1891年（明治25年）6月5日 - 小学校令の改正により、尋常科（3～4年）高等科（2～3年）となり、直根村立尋常小学校と改称、修業年限4年となる。
- 1892年（明治26年）2月1日 - 上直根に分教場を設置し、百宅分教場と称する。
- 1896年（明治30年）11月25日 - 打越に民家を購入、35坪の校舎を建築する。（34年40坪増築、41年模様替と増築52坪)
- 1897年（明治31年）2月19日 - 上直根に設けた百宅分教場を百宅字中村に移し、百宅分教場を建築。同日上直根字豆梨に上直根分教場を新築する。（百宅分教場は35年山の沢に改築）
- 1901年（明治35年）3月12日 - 上直根分教場は上直根尋常小学校に昇格する。（44年3月18日再び分教場に降格する。独立校当時は百宅は上直根の分教室）
- 1907年（明治41年）4月1日 - 勅令により義務教育年限は尋常科6年、高等科2年となり、本校は修業年限6か年。
- 1910年（明治44年）1月19日 - 猿倉に冬季特別教場を置く。（4年まで単級）
- 1911年（明治45年）1月11日 - 午前11時40分学校より出火、校舎書類の一切を焼失する。（卒業台帳はこの年度より新たになる。）
- 1914年（大正3年）10月1日 - 火災により焼失した校舎を下直根字中村に再建落成する。
- 1919年（大正8年）4月1日 - 高等科を併置し、直根村立尋常高等小学校と改称する。
- 1926年（昭和2年）11月22日 - 校舎増築落成する。
- 1935年（昭和11年）12月30日 - 百宅分校改築落成する。
- 1941年（昭和16年）4月1日 - 直根村立直根国民学校と改称する。（尋常科は初等科という名に変わる。）
- 1947年（昭和22年）4月1日 - 6・3制実施にともない、直根村立直根小学校と改称する。
- 1948年（昭和23年）
  - PTAを発足[13]。
  - 11月30日 - 猿倉分校改築落成する。
  - 12月1日 - 手代沢に分校設置。（1～6年の単級）
- 1950年（昭和25年）2月10日 - 上直根分校改築落成する。（建物粗悪で33年、34年に校舎体育館を再建築する。46年一部増改築）
- 1952年（昭和27年）4月4日 - 袖川に分校設置。（1～5年の単級）34年改築。
- 1954年（昭和29年） - 創立80周年記念式典を行う。（記念誌発行・記念行事として記念文庫・遊具などの整備）
- 1955年（昭和30年）3月31日 - 川内・笹子・直根3村の合併により鳥海村誕生、鳥海村立直根小学校と改称する。
- 1956年（昭和31年）5月8日 - 校旗樹立
- 1959年（昭和34年）12月4日 - 校歌制定
- 1961年（昭和36年）
  - 10月1日 - 手代沢分校 廃校
  - 10月23日 - 上直根分校を会場に35・36年度県教委指定の「複式学級に於る国語科同単元学習指導の研究」を公開（37年10月8日県教委より表彰）
- 1963年（昭和38年）4月1日 - 百宅分校は本校より分離して鳥海村立百宅小学校となる
- 1966年（昭和41年）11月14日 - 猿倉分校 改築落成
- 1968年（昭和43年）3月31日 - 袖川分校 廃校。
- 1969年（昭和44年）11月19日 - 下直根字中村に校舎改築落成（校舎完成とともに学級給食はじまる。）
- 1970年（昭和45年）11月15日 - 下直根字中村に体育館落成
- 1974年（昭和49年） 10月25日 - 創立100周年記念式典 挙行
- 1976年（昭和51年）7月3日 - 校庭180 m2の拡張工事完了、「町指定特別活動研究」を公開。
- 1980年（昭和55年）11月1日 - 町制施行に伴い、「鳥海町立直根小学校」に改称。
- 1981年（昭和56年）3月31日 - 上直根分校を廃校する。（上直根の通学はスクールバスになる）
- 1983年（昭和58年）9月22日 - 県へき地教育研究会、町指定「学習指導研究会」を公開
- 1984年（昭和59年）
  - 3月31日 - 猿倉分校 廃校
  - 4月1日 - 百宅小学校を統合する。通学はスクールバスになる。
- 1985年（昭和60年）8月8日 - 直根小学校貯金会、子ども信用協同組合農林中央金庫理事長表彰を受ける。
- 1986年（昭和61年）11月13日 - 直根小学校PTA日本PTA全国協議会長表彰を受ける。
- 1987年（昭和62年）10月10日 - 鳥海地区学習指導公開研究会、研究主題「算数科における基礎学力の向上を図る学習指導」
- 1988年（昭和63年）11月25日 - 校舎正面及び給食室の壁面全張替と体育館外部壁面張替塗装完成。
- 1989年（平成元年）
  - 3月30日 - 教室（6）、特別教室〈5）の天井、壁面の塗装完成する。
  - 4月30日 - 校庭通学路全面改修舗装（巾員4.0mアスファルト）
  - 8月23日 - 校庭にアスレチック施設（5種類）をPTA奉仕作業で完成する。
- 1991年（平成3年）10月2日 - 文部省指定「勤労生産学習」公開、体育館内装張替。
- 1993年（平成5年）2月25日 -  宇宙トマト栽培の功績により、秋田県立子ども博物館より感謝状と記念品を贈呈される。
- 1994年（平成6年）10月15日 - 創立120周年
- 1995年（平成7年）12月13日 - 校旗及び略旗を新調する。
- 1996年（平成8年）7月31日 - 直根小学校貯金会、子ども信用協同組合農林中央金庫理事長表彰を受ける。
- 1997年（平成9年）10月2日 - 鳥海地区公開研究会、研究主題「思いや感動を生き生きと表現できる子どもの育成」
- 1998年（平成10年）10月29日 - 文部省より、へき地教育研究校に指定される。
- 1999年（平成11年）10月7日 - 文部省指定へき地教育公開研究会、研究主題「主体的に考え、生き生きと学ぶ子供の育成」
- 2000年（平成12年）4月1日 - 旧直根中学校を増改築した新校舎に移転する。
- 2001年（平成13年）4月6日 - 県警及び県交通安全協会から、交通事故防止活動の功績により団体功労表彰を受ける。
- 2002年（平成14年）10月11日 - 郡市へき地教育研究会交流会、研究主題「主体的に考え、生き生きと学ぶ子供の育成」
- 2003年（平成15年）11月7日 - 学習発表会で、協和町立小種小学校と交流（ドリームアッププロジェクト事業）
- 2004年（平成16年）11月6日 - 創立130周年記念式典を開催。同年、記念誌「夢は輝く宝物」を発行。
- 2004年度（平成16）～ 2005年度（平成17） - 文科省及び国立教育政策研究所研究事業「豊かな体験活動推進事業」研究協力校となる。
- 2005年（平成17年）3月22日 - 市町合併に伴い、「由利本荘市立直根小学校」に改称。
- 2006年（平成18年）4月1日 - 3学期制から2学期制に移行。
- 2012年（平成24年）
  - 3月2日 - 東北・みずすまし賞受賞[14]。
  - 11月10日 - 閉校記念式典を開催[15]。
- 2013年（平成25年）3月31日 - 閉校[3]。

## 児童数・学級数
| 年度               | 男子 | 女子 | 計 | 増減 | 学級数 | 増減 | 備考           | 出典   |
| ------------------ | ---- | ---- | -- | ---- | ------ | ---- | -------------- | ------ |
| 2003（平成15）年度 | 45   | 41   | 86 |      | 7      |      |                | [ 17 ] |
| 2004（平成16）年度 | 43   | 29   | 72 | -14  | 7      | 0    | 創立130周年    | [ 18 ] |
| 2005（平成17）年度 | 37   | 25   | 62 | -10  | 7      | 0    | 由利本荘市誕生 | [ 19 ] |
| 2006（平成18）年度 | 32   | 26   | 58 | -4   | 6      | -1   |                | [ 20 ] |
| 2007（平成19）年度 | 26   | 25   | 51 | -7   | 6      | 0    |                | [ 21 ] |
| 2008（平成20）年度 | 22   | 24   | 48 | -3   | 4      | -2   |                | [ 22 ] |
| 2009（平成21）年度 | 17   | 19   | 36 | -12  | 4      | 0    |                | [ 23 ] |
| 2010（平成22）年度 | 14   | 22   | 36 | 0    | 4      | 0    |                | [ 24 ] |
| 2011（平成23）年度 | 13   | 20   | 33 | -3   | 4      | 0    |                | [ 25 ] |
| 2012（平成24）年度 | 15   | 19   | 34 | +1   | 4      | 0    | 閉校           | [ 26 ] |

## アクセス

### バス
- 「下直根」バス停（由利本荘市コミュニティバス）から徒歩で約6分

### 自動車
- 鳥海町川内地区から県道291号経由で約7分
- 鳥海町笹子地区から笹子峠経由で約22分

## 周辺
- 電子基準点「鳥海」
- 県道70号鳥海矢島線
- 直根川